# Krasnoussolski
Krasnoussolski (russisch Красноусо́льский) ist ein Dorf (selo) in der Republik Baschkortostan (Russland) mit 11.991 Einwohnern (Stand 14. Oktober 2010).

## Geographie
Die Siedlung liegt im südwestlichen Teil des Ural, der hier Höhen bis 700 Meter aufweist. Sie ist etwa 100 Kilometer (Luftlinie) in südöstlicher Richtung von der Republikhauptstadt Ufa entfernt und liegt an der Ussolka, einem kleinen rechten Nebenfluss der Belaja.
Krasnoussolski ist Verwaltungszentrum des Rajons Gafurijski.
Fünf Kilometer nordöstlich liegt der Ortsteil Kurort Krasnoussolsk.

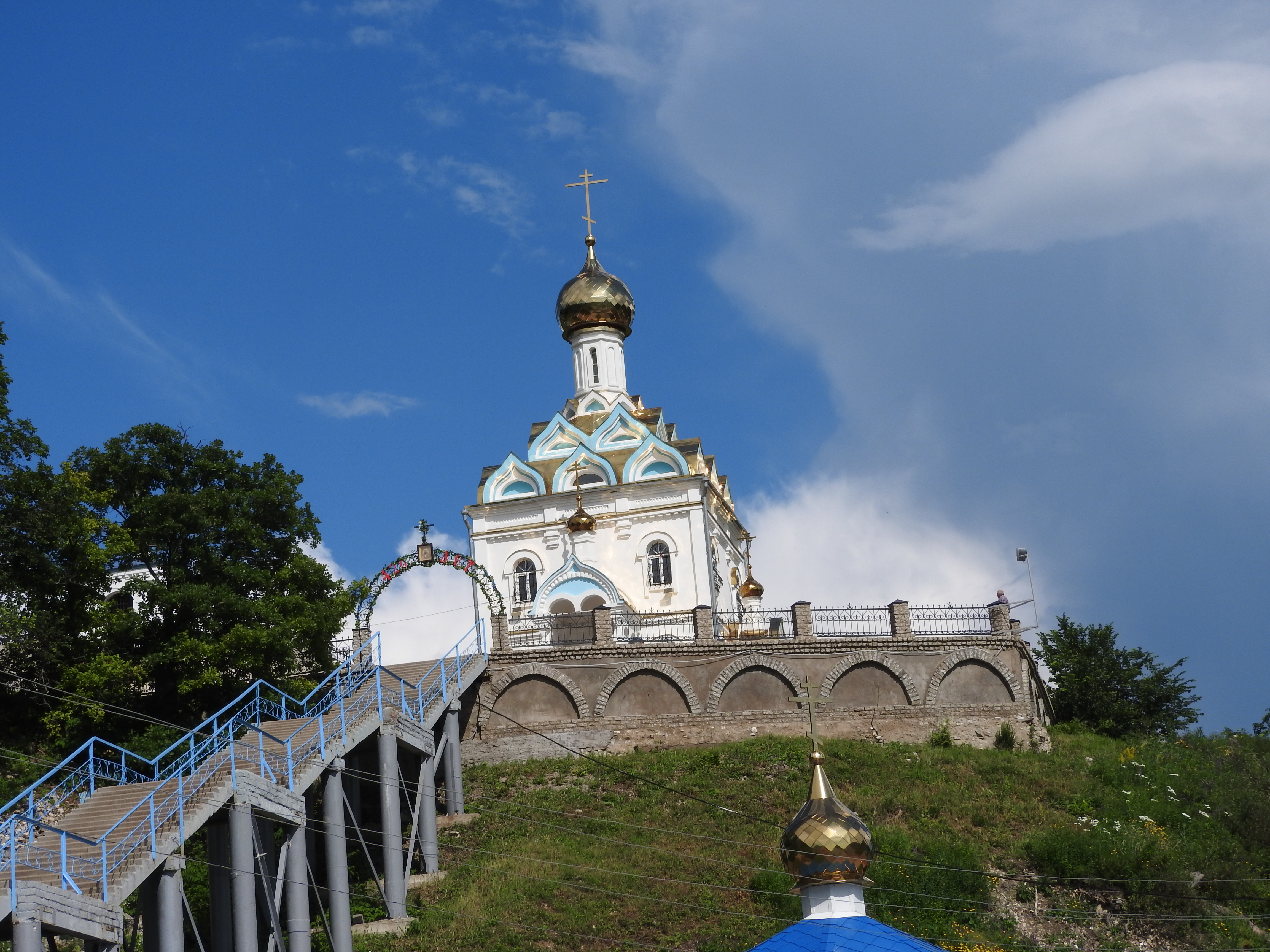
Kirche im Kurort Krasnoussolsk
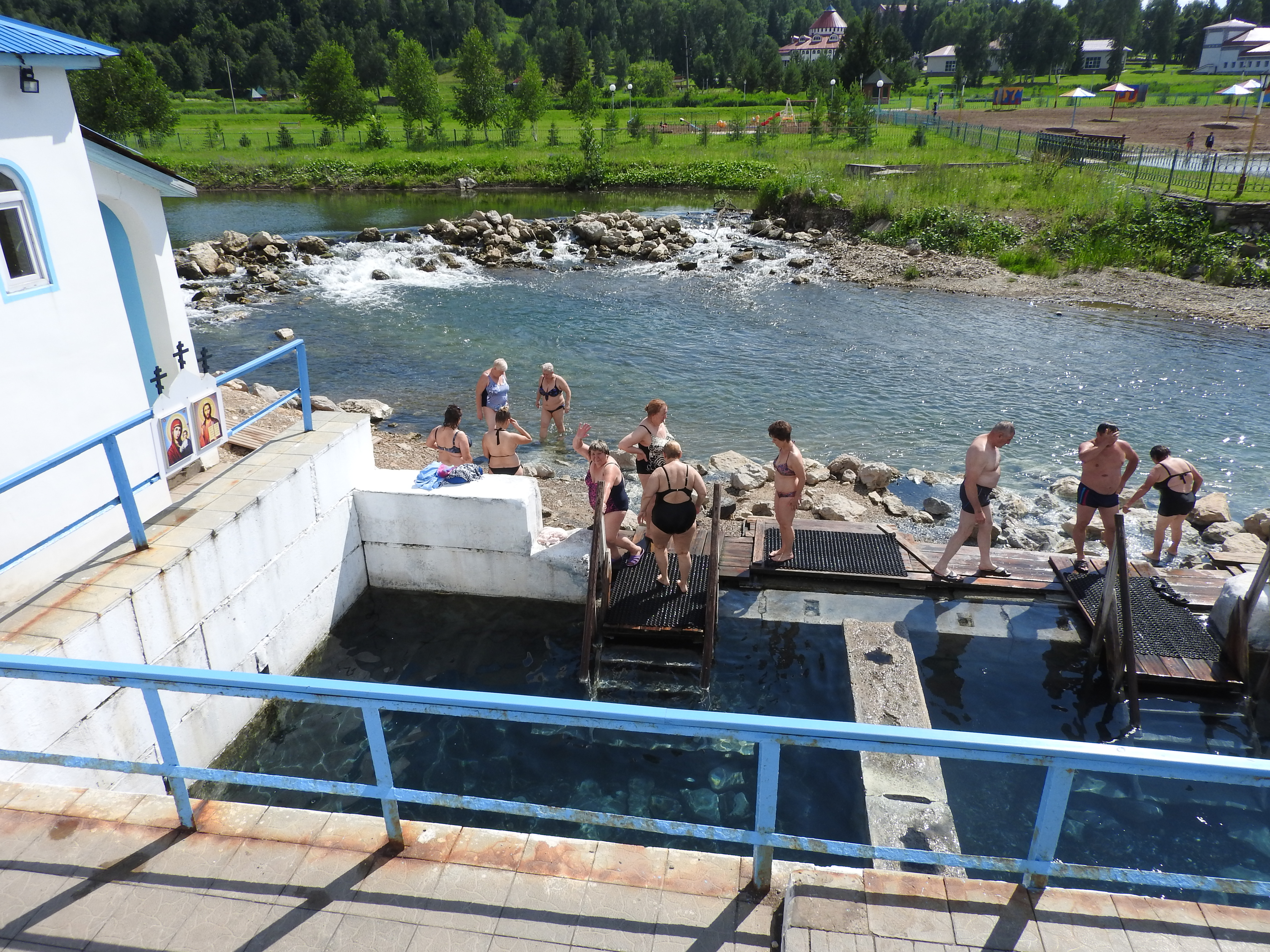
Der Fluss Ussolka mit Badestelle
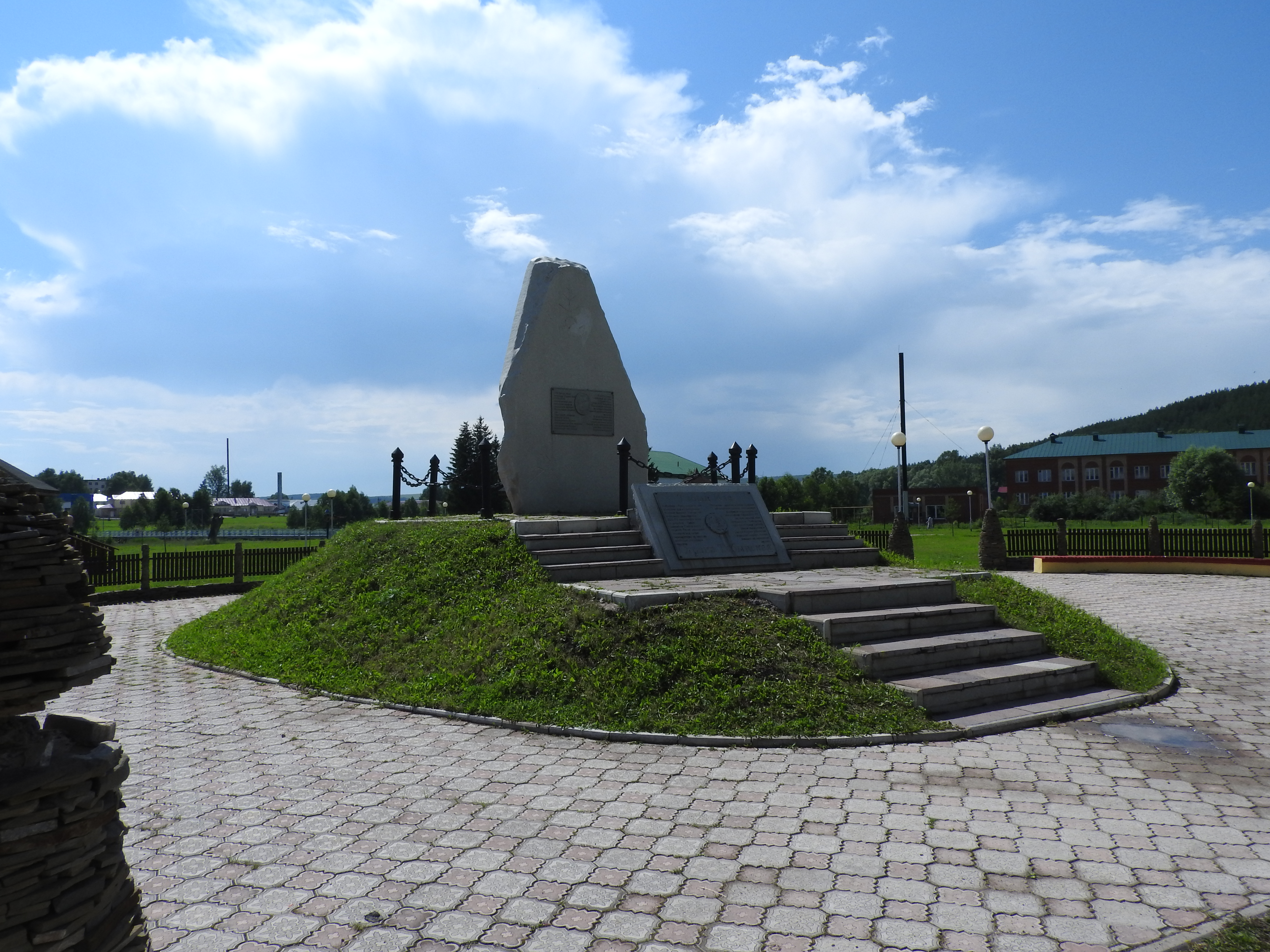
Monument für den baschkirischen Stamm Tabyn
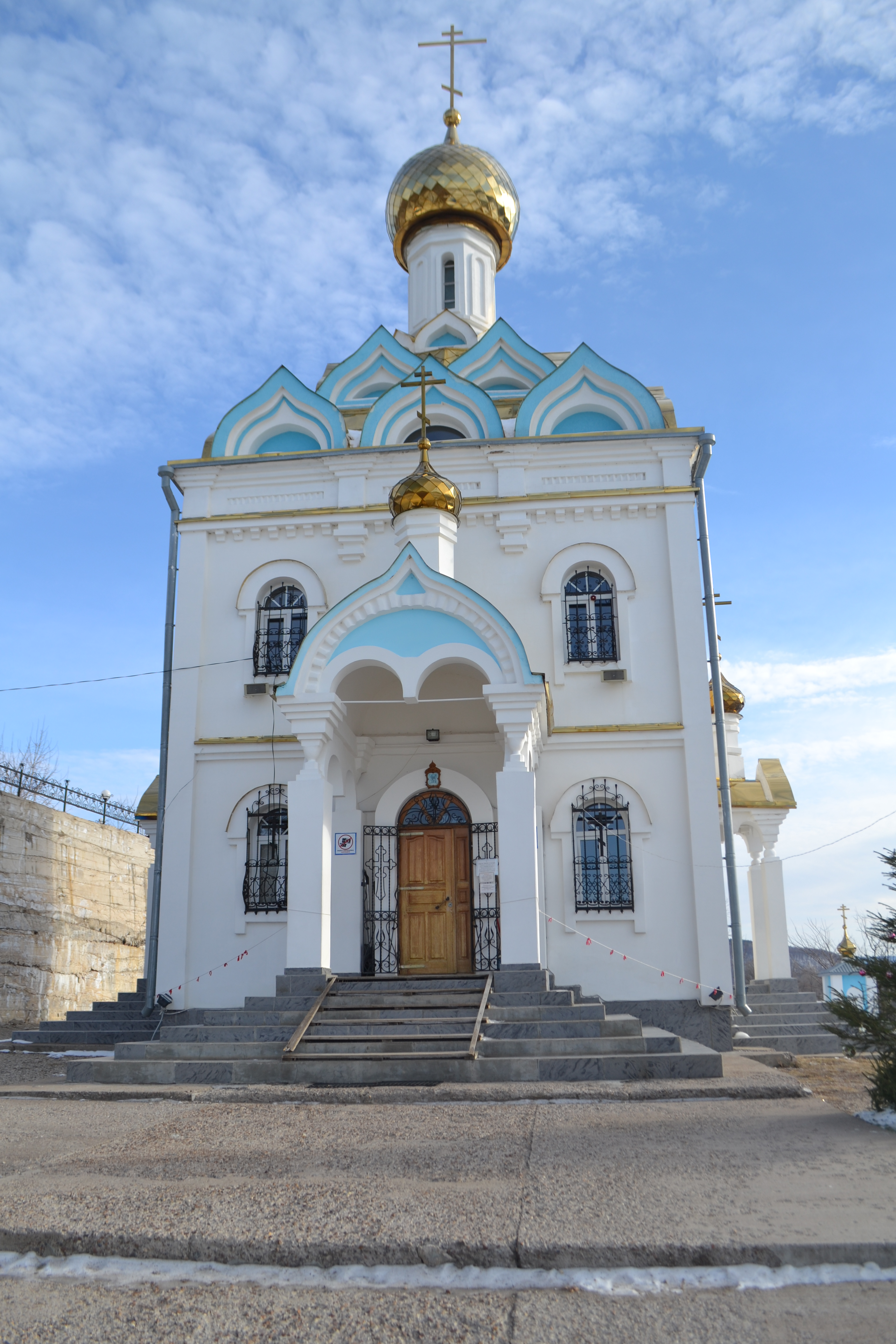
Kirche im Kurort Krasnoussolsk

## Geschichte
Der Ort entstand 1752 im Zusammenhang mit der Errichtung der Bogojawlensker Kupferhütte (Bogojawlenski medeplawilny sawod) (von russisch Bogojawlenije für Erscheinung des Herrn). Seit dem 16. Jahrhundert waren an der Ussolka oberhalb der heutigen Siedlung Natriumchlorid und teilweise Schwefelwasserstoff sowie Radon enthaltende Heilwasserquellen bekannt. Sie wurden zunächst vorwiegend für die Speisesalzgewinnung genutzt. Darauf weist auch der Name des Flusses, Ussolka von russisch sol für Salz, hin.
1762 wurde von Sankt Petersburger Akademiemitglied und Forschungsreisenden Pjotr Rytschkow in seiner Orenburgischen Topographie erstmals auf das Heilpotential des Mineralwassers hingewiesen, 1802 durch den Arzt und Naturforscher Iwan Lepjochin.
Ein Kurort entstand jedoch erst nach der Oktoberrevolution, nachdem 1922 beschlossen wurde, eine Heilstätte „für Arbeiter“ zu errichten, und wurde seither kontinuierlich ausgebaut. 1923 erhielt der Ort anstelle des ursprünglichen Namens religiösen Ursprungs den heutigen nach dem Fluss mit dem Vorsatz krasno-, russisch für rot- in seiner ideologischen Bedeutung, und einige Jahre später den Status einer Siedlung städtischen Typs.
Am 20. August 1930 wurde Krasnoussolski Verwaltungszentrum des neu gegründeten gleichnamigen Rajons, der 1940 nach dem baschkirisch-tatarischen Literaten Maschit Gafuri in Gafurijski umbenannt wurde.
Die Kupferhütte war bereits 1893 in ein Glaswerk umgerüstet worden. Nach Beginn des Krieges gegen die Sowjetunion 1941 wurde die Ausrüstung eines Glaswerks aus dem belarussischen Gomel nach Krasnoussolski evakuiert.
Im Rahmen der Reform der örtlichen Selbstverwaltung verlor der Ort 2004 des Status einer Siedlung städtischen Typs und ist seither wieder Ländliche Siedlung.

### Bevölkerungsentwicklung
| Jahr | Einwohner |
| ---- | --------- |
| 1939 | 10.995    |
| 1959 | 12.171    |
| 1970 | 12.228    |
| 1979 | 11.313    |
| 1989 | 10.662    |
| 2002 | 11.796    |
| 2010 | 11.991    |

Anmerkung: Volkszählungsdaten

## Kultur und Sehenswürdigkeiten
Hauptsehenswürdigkeiten sind die Einrichtungen des Kurortes Krasnoussolsk und die umgebende Mittelgebirgslandschaft des Ural.

## Wirtschaft und Infrastruktur
Forst- und Landwirtschaft sind in Krasnoussolsk und umliegendem Gebiet bestimmend. In der Siedlung gibt es eine Glasfabrik. Mit seinen seit 1997 neu errichteten Sanatorien und andere Heilstätten ist der Kurort Krasnoussolsk der bedeutendste der Republik.
Nächstgelegene Eisenbahnstation ist Beloje Osero an der Strecke Ufa–Sterlitamak–Orenburg etwa 20 Kilometer nordwestlich. Weiter in dieser Richtung bei Tolbasy sowie bei der knapp 50 Kilometer südwestlich gelegenen Großstadt Sterlitamak besteht Anschluss an die Regionalstraße R314, die ebenfalls Ufa und Orenburg verbindet.

## Persönlichkeiten
- Maschit Gafuri (1880–1934), baschkirisch-tatarischer Schriftsteller und Dichter, geboren im heutigen Rajon Gafurijski